# Джестурі
Джестурі (італ. Gesturi, сард. Gèsturi) — муніципалітет в Італії, у регіоні Сардинія,  провінція Медіо-Кампідано.
Джестурі розташоване на відстані близько 380 км на південний захід від Рима, 60 км на північ від Кальярі, 22 км на північний схід від Санлурі, 40 км на північний схід від Віллачідро.
Населення — 1262 особи (2014).

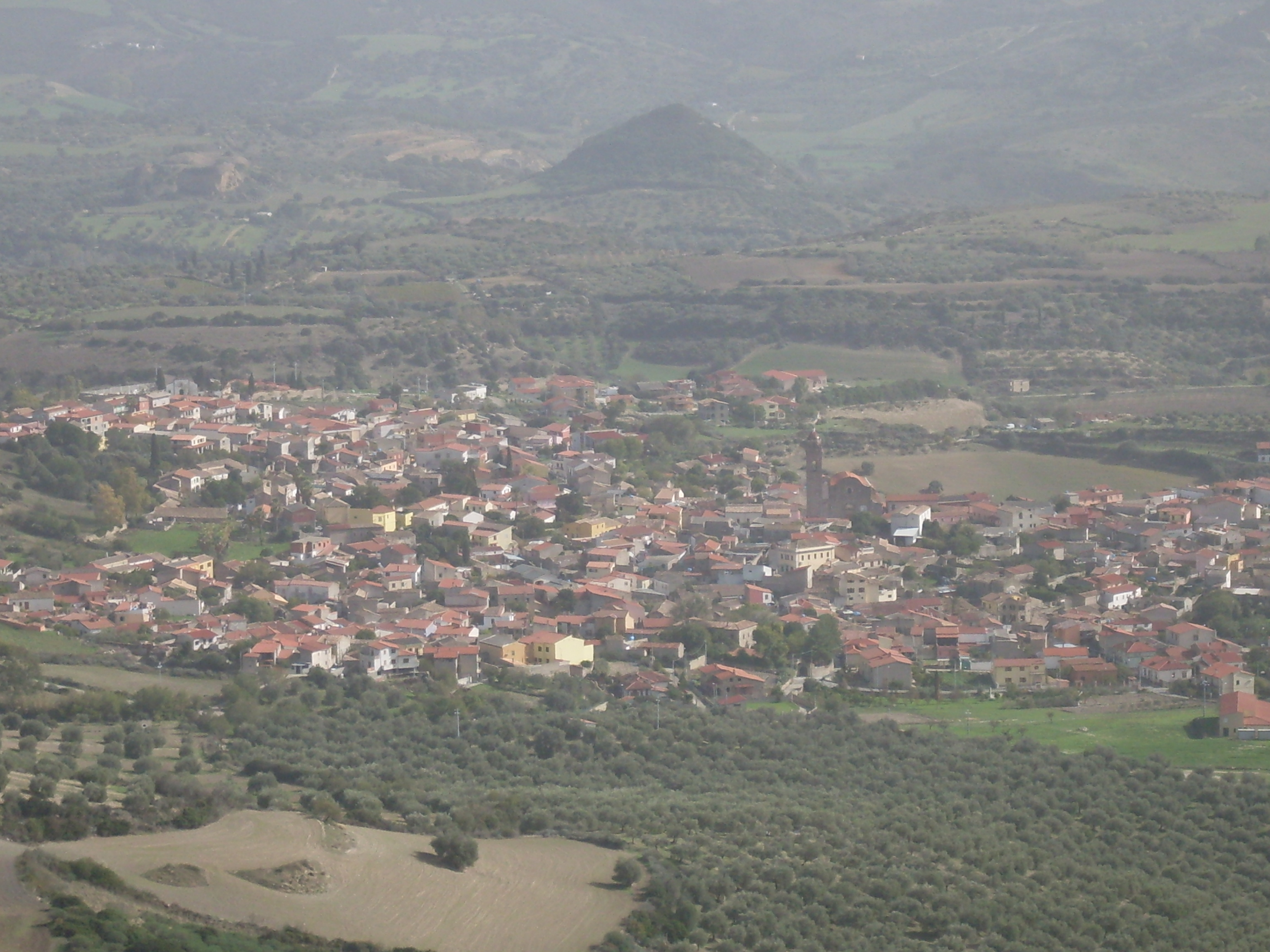

Щорічний фестиваль відбувається 15 жовтня. Покровитель — Santa Teresa.

## Демографія
Населення за роками:

Станом на 1 січня 2023 року в муніципалітеті офіційно проживало 9 іноземців з 5 країн, серед них 4 громадяни країн Євросоюзу та 2 громадяни України.

## Сусідні муніципалітети
- Баруміні
- Дженоні
- Джерджеї
- Ізілі
- Нурагус
- Сетцу
- Туїлі